# Roger Lion

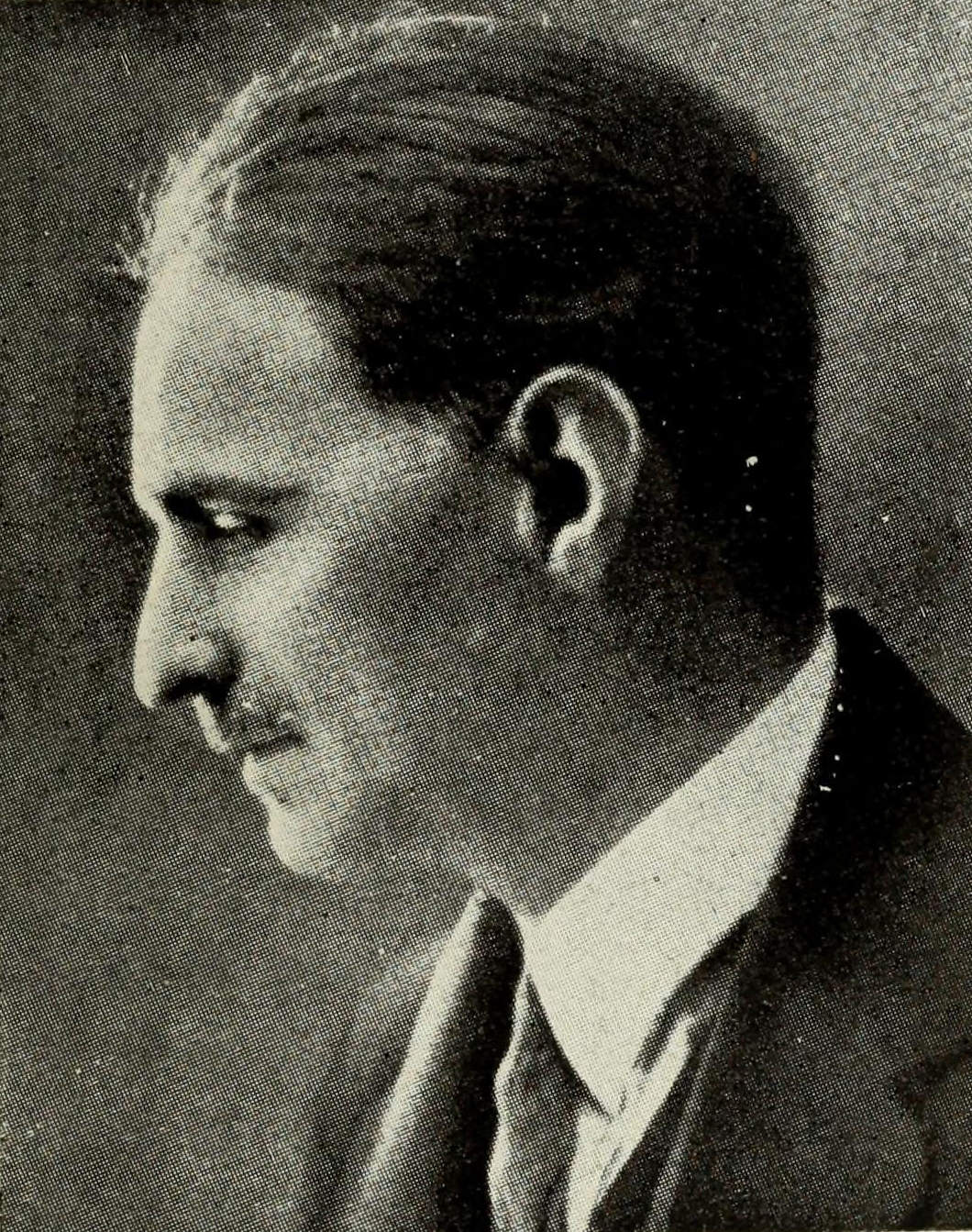
Roger Lion

Roger Lion, nascido Roger Juda (Troyes, 27 de Setembro de 1882 — Paris, 27 de Novembro de 1934) foi um realizador francês que trabalhou em Portugal entre 1922 e 1924, contratado pela produtora Fortuna Films. Começou a realizar em 1917, terminou em 1933. 
Foi também poeta, argumentista e produtor. Conhecia bem certos meios artísticos franceses da época e contribuiu, com outros dois realizadores do seu país, Georges Pallu e Maurice Mariaud, e ainda com o italiano Rino Lupo, para o lançamento da indústria do cinema em Portugal. 

## Biografia
Roger Lion, advogado, foi o fundador em França (1917 - 1918) da Société des Auteurs de Films, tesoureiro e secretário do Conselho Directivo da mesma organização desde 1919 até à sua morte, membro da Société des Auteurs et des Gens de Lettres e da Société des Auteurs Dramatiques.
Era casado com a actriz francesa Gil Clary, que trabalhou no filme La Roue 1923 de Abel Gange, no mesmo ano em que participaria na primeira obra  do seu marido filmada em Portugal, a  Sereia de Pedra . O primeiro trabalho realizado por Roger Lion foi L'Agence Cacahouète (1912) no qual entrou o conhecido actor Raimu (wiki-fr) que, nas palavras de Orson Welles, era «the greatest actor who ever lived».
Depois de deixar Portugal Lion voltou a França, em 1924. Nesse mesmo ano filmou J'ai tué, que seria distribuído nos EUA com o título de I Have Killed. Conseguiu que alguns dos filmes feitos nos anos seguintes entrassem no mercado americano. Adaptou a cinema uma obra de Marcel Pagnol, Un Direct au Coeur e um guião de Max Linder, Le Chasseur de Chez Maxim’s. Depois de voltar a França fez documentários, comédias e filmes musicais. Manteve-se activo até 1933 e morreu no ano seguinte com uma infecção dos intestinos.
Caracteriza-se a obra de Roger Lion por uma grande diversidade de géneros: curtas-metragens, documentário, drama, comédia, musical, crime, romance, thriller, família, história, mistério, guerra. 

## Roger Lion e a Fortuna Films
Lion é convidado a trabalhar em Portugal por uma portuguesa que reside em França chamada en:Virgínia de Castro e Almeida. Nascida em 1874, Virgínia  é uma escritora iniciada na produção literária com temas de literatura infantil. Sendo pessoa com fortuna, interessada pelo cinema, decidiu criar em 1920 um prémio de cinco mil francos que contemplasse o melhor filme francês desse ano. Resolve entretanto tornar-se produtora de filmes em Portugal e funda a Fortuna Films, com sede em Paris, com capitais seus e de instituições dessa cidade. A sede da empresa é na Rua de Monmartre, na sua própria residência. Abre escritórios em Lisboa na Rua de S. Bento, próximo da Portugália Film, à qual aluga o estúdio com a intenção de produzir filmes em Portugal, projecto para o qual obtém colaboração financeira de um açoriano de nome E. Bensaúde.
Virgínia contrata então o realizador Roger Lion, que já tinha no seu currículo mais de uma dezena de filmes. Com ele são contratados dois operadores, um que vinha da importante firma Eclair, Daniel Quintin, e o outro, Marcel Bizot, que tinha trabalhado nos serviços cinematográficos do exército francês durante a 1ª Grande Guerra. Virgínia justifica deste modo a sua decisão: «Os filmes portugueses até agora produzidos não são perfeitos. Por vezes a acção é arrastada, o entrecho banal para as grandes plateias, acostumadas a ter sob os olhos beleza e arte, ouvindo uma música feita expressamente para o que estão vendo». Com Lion veio ainda a sua própria mulher, actriz profissional, e um outro actor, já com nome feito, Max Maxudian.
O primeiro filme produzido pela nova empresa é A Sereia de Pedra, uma adaptação feita pelo advogado madeirense Alberto Jardim de um conto escrito pela própria Virgínia Almeida, intitulado a Obra do Demónio: 
O melodrama estreia em Paris no Cinéma Artistique e um crítico francês do Cinémagazine comenta: «A novidade e a originalidade empolgantes e aliciantes do assunto e das imagens, a perfeição de toda a realização suscitaram com efeito vivo interesse e e proporcionaram aos actores e aos seus intérpretes o mais franco dos sucessos». Em Lisboa, o filme é apresentado a 4 de Abril no cinema Olympia.
Arthur Duarte – O Miguel no filme – desempenha na Fortuna Films o papel de assistente-geral. O gerente é José de Castro e Almeida, filho da afrancesada Dona Virgínia, que resolve escrever outra história para a tela: Os Olhos da Alma. É a seguinte a ideia:  «O Homem, tornado presa das suas paixões, decide encafuar-se numa floresta, densa, donde a cada passo sai coberto de sangue». Será a Nazaré o local escolhido para a por em prática, «com todo o seu tipismo, os seus costumes  e os seus dramas». Será este o primeiro filme rodado nessa terra de rudes pescadores, terra aberta ao mar e aos olhos de outro género de pescadores: Nazaré, Praia de Pescadores (1929) e Maria do Mar (1930), de Leitão de Barros,  Nazaré (1952) de Manuel Guimarães e A Sacada (1975), de Ricardo Costa. 
A senhora produtora, mulher de armas e de letras, fica-se por aqui. «Com efeito, Dona Virgínia de Castro e Almeida percebeu que sombrias nuvens se acastelavam por sobre a sua empresa tão entusiástica e conscientemente gisada e lançada depois». Para dar volta ao infortúnio, tenta associar-se com a Invicta Film, mas em vão. «E assim, mais uma vez, uma empresa que parecia capazmente organizada e estabilizada, desaparecia quase inopinadamente do panorama cinematográfico português. Já era sina…».
Fonte: M. Félix Ribeiro (Filmes Figuras e Factos da História do Cinema Português, ed. da Cinemateca Portuguesa, 1983).

## Outras obras de Roger Lion em Portugal
Lion prossegue em Portugal a sua carreira trabalhando para a recém-formada produtora Pátria Film, de Raul Lopes Freire e de Henrique Alegria, que deixa a Invicta Film em 1922. 
Para esta nova firma Lion filma as "Aventuras de Agapito, Fotografia Comprometedora", com argumento do conterrâneo e colega Maurice Mariaud. Também a Pátria Film não sobreviverá após a conclusão desta obra. Existe um filme mexicano de 1991 com o mesmo título, do actor e realizador Sergio Ramos (1935-2004): Las Andanzas de Agapito. O filme de Lion terá sido exibido no México.
Roger Lion realiza entretanto em Portugal A Fonte dos Amores (1924), filme francês adaptado de um romance da escritora Gabrielle Reval e rodado em Coimbra. Reval viveu nesta cidade entre 1922 e 1923. Trata-se da visita de uma actriz francesa, que acaba por estragar o namoro entre um estudante e a noiva. O filme estreia em Paris a 18 de Junho de 1924. Lion mostra aspectos 
de Coimbra dessa época: a Alta de Coimbra, a Couraça dos Apóstolos, o Largo da Feira, a Sé Velha, o Choupal, a “Quinta das Lágrimas”.
Lion regressa a França nesse mesmo ano e retoma logo de seguida a actividade de realizador no seu país: J'ai tué! (1924).

## Filmografia
- Le Couché de la mariée (1933)
- Trois balles dans la peau (1933)
- Direct au coeur (1932)
- Ghanili Dour (1932)
- Allô... Allô... (1931)
- Le Lit conjugal (1931)
- Y'en a pas deux comme Angélique (1931)
- La Nuit est à nous (1930)
- Eau, gaz et amour à tous les étages (1930)
- La Fille de Roland (1930)
- Grégor et ses Grégoriens (1930)
- Marius à Paris (1930)
- Messaoud Habib (1930)
- La Place est bonne! (1930)
- La Raïs (1930)
- L’Appel de la chair (1929)
- Un soir au cocktail's bar (1929)
- La Venenosa (1928)
- Le Chasseur de chez Maxim's (1927) - Maxim's Porter (título International)
- Jim la houlette, roi des voleurs (1926) - Jim the Cracksman, the King of Thieves (USA)
- Les Fiançailles rouges (1926)
- La Clé de voûte (1925)
- J 'ai tué! (1924)  - Fidélité (France), I Have Killed (USA)
- Aventuras de Agapito (1924) - Desventuras de Agapito, Fotografia Comprometedora, The Adventures of Agapito (título internacional)
- La Fontaine des amours (1924)
- Os Olhos da Alma (1923) - A Alma do Mar (Portugal), Les Yeux de l'âme (França)
- A Sereia de Pedra (1923) - Sirène de Pierre
- L’ Éternel féminin (1921)
- Dagobert le fils à son père (1919)
- La Flamme cachée (1918) (co-realização)
- Pour faire plaisir (1918)
- Le Prince Plouf (1917)
- Ma femme est folle (1917)
- Quand Madelon (1917)
- Les Deux Giffles (1916)
- L’Enlèvement de Vénus (1916)
- Erreur judiciaire (1916)
- Français!... N'oubliez jamais! (1916)
- Sacré Joseph (1916)
- À qui la femme? (1915)
- La Petite Bretonne (1914)
- L’Agence Cacahouète (1912)